# 田联韬
田联韬（1930年1月26日—2020年10月11日），河南项城人，生于天津，中国民族音乐学家、作曲家，中央音乐学院研究员、博士生导师。

## 生平
1930年生于天津。祖父田作霖曾任北伐军中将，外祖父劉鎮華曾任安徽省政府主席。1941年后就读于南京万县金陵中学和重庆南开中学。中学毕业后考入金陵大学电机系，后又转入中央大学工学院。1949年5月参加中国人民解放军，先后在第二野战军政治部文工团、西南军区文工团、西南人民文工团、四川人民艺术剧院任队员、队长、创作员。1960年毕业于中央音乐学院作曲系，分配至中央民族学院艺术系工作。1969年在湖北潜江五七干校劳动，后在江汉油田宣传队工作。1984年开始在中央音乐学院任教。1993年获批为博士生导师。曾任中央音乐学院音乐研究所研究室主任、副所长，中国少数民族音乐学会副会长、名誉会长。2020年10月11日0时10分（北京时间）在美国逝世，享年90岁。

## 作品
创作有歌曲《家家户户运粮忙》、《边疆，我可爱的家乡》等，电影音乐《火娃》、《孔雀公主》、《第三女神》、《爬满青藤的木屋》等。主要专著有《西藏传统音乐集萃》、《中国少数民族传统音乐》等。

## 荣誉
- 国务院政府特殊津贴（1992年）
- 北京市、国家民委“民族团结先进个人”（1998年）
- 文化部“全国非物质文化遗产保护工作先进个人”称号（2009年）[5]

## 出版物
- . 北京: 中央民族大学出版社. 2001. ISBN 7-81056-269-X.
- . 北京: 中央音乐学院出版社. 2008. ISBN 978-7-81096-361-9.
- . 北京: 中央音乐学院出版社. 2015. ISBN 978-7-81096-703-7.